# Filosofía de la percepción

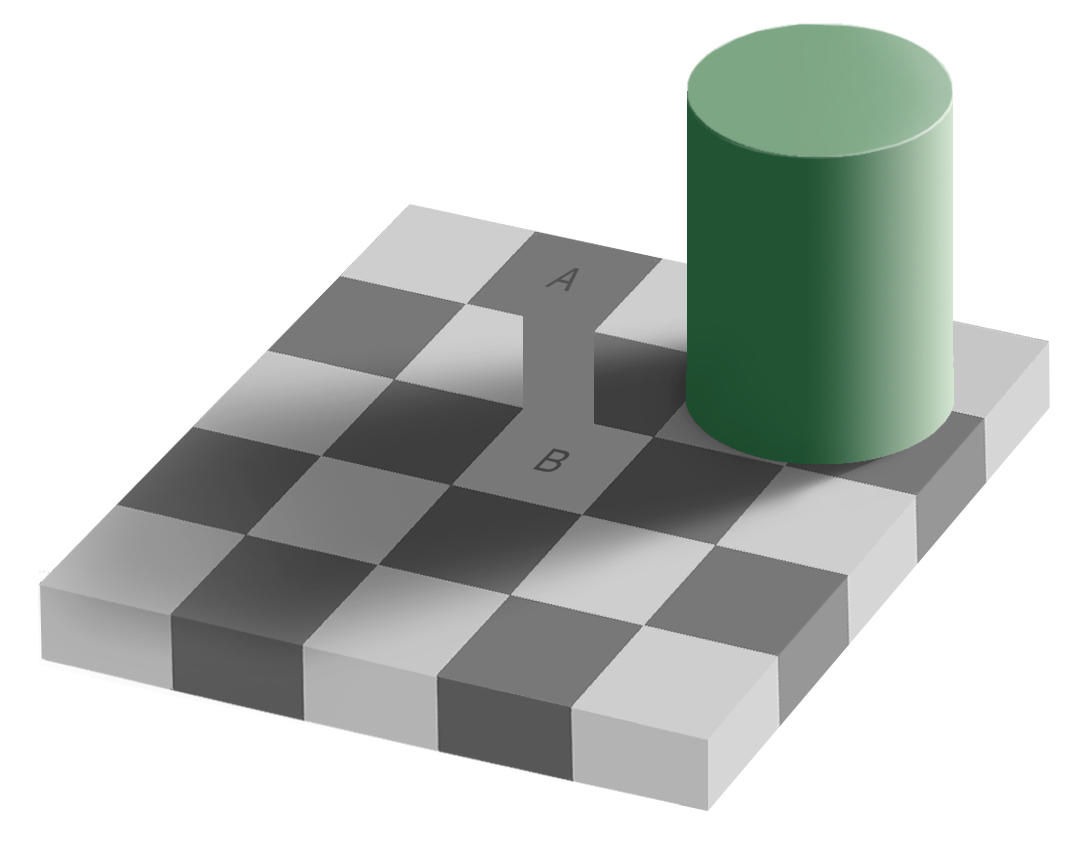
El tablero de ajedrez de Adelson. Ilusión óptica creado por Edward H. Adelson.

La filosofía de la percepción estudia cómo y en qué medida los procesos mentales y signos dependen del mundo interno y externo para ser percibidos. Nuestra percepción del mundo exterior inicia con los sentidos, que nos permiten generar conceptos empíricos que representan nuestro alrededor, con un parámetro mental que complementa a los ya existentes (conceptos). La percepción modifica el punto de vista del mundo, así que su estudio es importante para el mejor entendimiento de la comunicación, el yo, el ello, yo y superyó e inclusive la realidad. 
Mientras que René Descartes concluía que la pregunta ¿Yo existo? puede ser únicamente resuelta afirmativamente (cogito ergo sum), la psicología freudiana sugiere que la percepción es una ilusión del ego y no puede confiarse en ella para decidir que es real. 
Tales preguntas continúan. «¿Nuestras percepciones nos permiten experimentar el mundo cual realmente es?» «¿Podremos conocer otro punto de vista diferente al que conocemos?»